# Volodímir Scherbitski
Volodímir Vasíliovich Scherbitski (en ucraniano: Володи́мир Васи́льович Щерби́цький, Volodýmyr Vasýlyovych Scherbytsky, en ruso: Владимир Васильевич Щербицкий, Vladímir Vasílievich Scherbítski) (17 de febrero de 1918, Verjnodniprovsk, Gobernación de Yekaterinoslav, República Popular Ucraniana  - 16 de febrero de 1989, Kiev, RSS de Ucrania) fue un político soviético, líder del Partido Comunista de la RSS de Ucrania desde 1972 hasta 1989.
Fue un hombre de confianza del Secretario General del Partido Comunista de la Unión Soviética, Leonid Brézhnev. Su política al frente de la República Socialista Soviética de Ucrania se caracterizó por un severo control y represión de la disidencia y una mayor centralización del poder, focalizado en Moscú; esto último, sin embargo, no puso trabas al uso del ucraniano como lengua habitual. También fue miembro del Politburó desde 1971.
A la muerte de Konstantín Chernenko, fue uno de los partidarios de Mijaíl Gorbachov; sin embargo, Scherbitski acabó por oponerse duramente a las reformas aperturistas y autonomistas propulsadas por el propio Gorbachov.

## Biografía

### Primeros años
Nació en el seno de una familia obrera, el 17 de febrero de 1918, en Verjnodniprovsk (dos semanas después del establecimiento del gobierno soviético en la ciudad). Durante su etapa de estudiante se afilió al Komsomol, siendo miembro de este desde 1931. En 1934, se convirtió en instructor. En 1936 ingresó al Instituto de Tecnología Química de Dnipropetrovsk. En su último año del instituto, en 1941, se afilió al PCUS. 
Se graduó en la licenciatura de Química en la Academia Militar de Defensa.

### Gran Guerra Patria
Tras el inicio de la guerra en 1941, se alistó a las filas del Ejército Rojo, siendo enviado a cursos de la Academia Militar de Protección Química, la cual había sido trasladada a Samarcanda en ese momento. Después de graduarse, Scherbitski fue nombrado jefe del servicio químico del 34° Regimiento de Infantería de la 473° División de Infantería del Frente Transcaucásico, que, en noviembre de 1941, se encontraba en la etapa de formación en el área de las ciudades de Bakú y Sumgayit.
En octubre de 1944 se le concedió la Medalla por la Defensa del Cáucaso. En agosto de 1945, el Frente Transcaucásico se reorganizó en el Distrito Militar de Tiflis. El último puesto militar de Scherbitski fue Jefe Asistente del Departamento de Química de la Sede del Distrito para Entrenamiento de Combate. En diciembre de 1945 fue trasladado a la reserva con el grado de capitán.

### Dirigencia del partido en Dniprodzerzhynsk
Desde 1946, Scherbitski trabajó en el partido local de Dneprodzerzhinsk. A la edad de 26 años, se convirtió en secretario de la oficina del partido de la planta de coque de Dneprodzerzhinsk. En enero de 1948, fue aprobado como jefe del departamento de organización e instructores del comité de la ciudad de Dneprodzerzhinsky del partido. Y siete meses después, en agosto de 1948, fue elegido segundo secretario del comité de la ciudad. Fue durante este período que Scherbitski conoció a Leonid Brézhnev, quien entonces encabezaba el comité regional del partido en Dnepropetrovsk.
En 1951-1952, Scherbitski fue el organizador del partido de la Planta Metalúrgica Dnieper. En 1952 fue nombrado primer secretario del Comité del Partido de la ciudad de Dneprodzerzhinsk. En el mismo año, participó en los trabajos del XVII Congreso del partido, donde fue elegido miembro de la Comisión Central de Auditoría del Comité Central del Partido Comunista de la RSS de Ucrania. Según las memorias del presidente del comité ejecutivo de la ciudad de Dneprodzerzhinsk M.M. Ktitarev, al frente del comité de la ciudad de Dneprodzerzhinsky, Scherbitski fue el iniciador de la rehabilitación y restauración en el partido de los extrabajadores clandestinos y jóvenes soldados de primera línea que durante la guerra habían estado en el territorio ocupado durante algún tiempo.

### Primer Secretario del Partido Comunista de la RSS de Ucrania
El 4 de diciembre de 1957, Scherbitski, a los 39 años, se convirtió en secretario del Comité Central del Partido Comunista de la RSS de Ucrania y, al mismo tiempo, en miembro de su Presídium, tras la renuncia del primer secretario anterior, Petró Shélest. Estuvo a cargo de toda la industria (incluida la industria de defensa) y la industria de la construcción de la RSS de Ucrania. El 14 y 15 de julio de 1959 tuvo lugar el Pleno del Comité Central del Partido Comunista de la RSS de Ucrania, en el que se escuchó el informe de Scherbitski sobre "Las tareas del Partido Comunista en la implementación de las decisiones del Pleno de junio del Comité Central del PCUS". El informe señaló que en Ucrania se habían creado muchas máquinas, dispositivos y medios de automatización, se han introducido procesos tecnológicos más progresivos en muchas empresas, se han puesto en funcionamiento líneas automáticas y de producción, y secciones especiales para la fabricación de medios de mecanización. se han puesto en funcionamiento. Junto con esto, se señalaron graves deficiencias en la introducción del progreso técnico, en particular, el atraso técnico de muchas minas de carbón, la imperfección de las cosechadoras de carbón y los cargadores de rocas. El Secretario General exigió establecer un control efectivo sobre la producción de medios de producción, y aquellos que producirían obsoletos.
Por sugerencia de Scherbitski, los proyectos para la construcción de nuevas empresas se revisaron para garantizar que correspondan al nivel de tecnología y tecnología modernas, equipándolos con equipos de alta tecnología, mecanización y medios de automatización; se llevó a cabo una reforma de las pensiones (la edad de jubilación para los hombres se redujo a 60 años, para las mujeres, a 55); y a fines de 1957, principios de 1958, se tomaron una serie de medidas para mejorar la seguridad en las minas y edificios de la industria del carbón; También, a partir de 1957 se inició un paulatino traslado de trabajadores a jornada de siete horas, y en producción peligrosa a jornada de seis horas (con semana laboral de seis días). El 16 de febrero de 1958, en la víspera de su 40 cumpleaños, recibió la Orden de Lenin.

### Presidente del Consejo de Ministros de la RSS de Ucrania
El 28 de febrero de 1961 Scherbitski fue nombrado presidente del Consejo de Ministros de la República Socialista Soviética de Ucrania. En noviembre de 1962, estableció el Ministerio de Energía y Electrificación de la República Socialista Soviética de Ucrania, y más tarde: el Ministerio de Adquisiciones, la Asociación Local para la Venta de Maquinaria Agrícola, Repuestos, Fertilizantes Minerales y Otros Materiales y Medios Técnicos, Organización de la Reparación y uso de máquinas en koljóses y granjas estatales. En un informe en el Pleno de agosto de 1962 del Comité Central del Partido Comunista de la RSS de Ucrania, Scherbitski pidió poner la producción de maquinaria agrícola sobre una base industrial sólida, mejorando el desarrollo de máquinas y equipos nuevos, más económicos, baratos y confiables. La industria del transporte y la construcción de carreteras se desarrollaron rápidamente. Se completó la reconstrucción y construcción de la carretera de automóviles y trolebuses Simferopol-Alushta-Yalta. En 1961, se abrió un servicio regular de trolebuses en Crimea, lo que mejoró significativamente el servicio de transporte para los vacacionistas. El Consejo de Ministros decidió iniciar una reconstrucción y construcción parcial de la carretera Yalta-Alupka. Las granjas colectivas recibieron importantes beneficios del impuesto sobre la renta por la venta de productos pecuarios. Al año siguiente, los precios de los materiales de construcción, el metal y las estructuras metálicas se redujeron para las granjas colectivas. Al mismo tiempo, los precios de compra estatales de la leche, los productos lácteos, el ganado y las aves de corral aumentaron en un promedio del 35%. En las granjas colectivas se aplazó hasta seis años la deuda del Banco Estatal de la URSS, se otorgaron préstamos a corto plazo para la compra de fertilizantes minerales, semillas de pastos perennes, ganado joven, etc. La deuda de las granjas colectivas por maquinaria, equipo y locales comprados a MTS y RTS se canceló por un total de 180 millones de rublos. Por decisión del Consejo de Ministros de la República Socialista Soviética de Ucrania, se verificó el estado de los servicios al consumidor para la población rural y se tomaron medidas para eliminar las deficiencias junto con los comités ejecutivos regionales.
En octubre de 1961, en el XXII Congreso del PCUS, a los 43 años, se convirtió en miembro del Comité Central del PCUS y candidato a miembro de su Presídium. Fue elegido para presidir el congreso y presidió una de las reuniones. Después de discutir el informe de Nikita Jrushchov, Scherbitski hizo una propuesta "para aprobar total y completamente el curso político y las actividades prácticas del Comité Central del Partido Comunista de la Unión Soviética en el campo de la política interior y exterior".
El 28 de junio de 1963 se publicó un decreto del Presídium del Sóviet Supremo de la RSS de Ucrania sobre la “renuncia del camarada Scherbitski de las funciones de Presidente del Consejo de Ministros de la República Socialista Soviética de Ucrania en relación con el traslado a otro puesto". La renuncia de Scherbitski fue provocada por su actitud negativa hacia una serie de "innovaciones" de Jrushchov, en particular, la división de los comités regionales en industriales y agrícolas. Scherbitski también criticó las actividades de los consejos económicos, los cálculos no siempre justificados del Comité Estatal de Planificación de la URSS al establecer Ucrania el volumen de ventas de cereales, así como la adquisición de productos pecuarios. La insatisfacción de Jrushchov también fue causada por el informe del jefe del gobierno ucraniano sobre el estado de la economía de la república.
Además de su dirigencia en la RSS de Ucrania como primer secretario y presidente del consejo de ministros, Scherbitski se desempeñó como diputado al Sóviet Supremo de la RSS de Ucrania desde 1955, y como diputado al Sóviet Supremo de la Unión Soviética entre 1958 y 1989.

### La gestión del accidente de Chernóbil
En general, Scherbitski es considerado uno de los políticos más controvertidos de toda la Unión Soviética. Una de las acusaciones más notables fue la no cancelación del desfile del uno de mayo de 1986 en las ciudades de Chernóbil, Kiev y muchas otras relativamente cercanas a la Central Nuclear de Chernóbil, que, cinco días antes, había sufrido el accidente más grave de la historia de la industria nuclear. 
La celebración de dicho desfile fue esgrimida por la importancia del día del trabajo en la Unión Soviética y por la intención de no crear alarma en la población ni levantar sospechas en el extranjero; las consecuencias fueron una fuerte irradiación de la población, con los consiguientes riesgos para su salud. También ocultó a Moscú la gravedad del accidente en las primeras horas del mismo, lo que condujo a la Unión Soviética a una comprometida situación diplomática con el resto de países. Sin embargo, no sería hasta otoño de 1989 cuando Gorbachov forzaría su salida de la RSS de Ucrania y del PCUS.
Falleció el 16 de febrero de 1990 de una neumonía, según los datos oficiales. Sin embargo, existen indicios que apuntan al suicidio, pues al día siguiente de su óbito debía testificar por su papel en el encubrimiento de la catástrofe de Chernóbil, la tardanza en la toma de decisiones y el riesgo al que se expuso a la población.